# Oskar Liebreich
Oskar Liebreich (1839-1908) fue un farmacéutico alemán, profesor de la Universidad de Berlín. En sus primeros años trabajó como asistente de Virchow.

## Biografía
Nació en Königsberg el 14 de febrero de 1839. Estudió Química como alumno de Fresenius en Wiesbaden y Medicina en Königsberg, Tubinga y Berlín; en esta última universidad llegaría a ser asistente en 1867, profesor de Terapéutica en 1868 y director del Instituto de Farmacología en 1872. En sus primeros años trabajó como asistente de Virchow.
Estudió el lupus, el uso de cantaridina en el tratamiento de la tuberculosis, de formamida de mercurio y lanolina en la sífilis, de hidrato de butilcloral y de cloruro de etileno como anestésicos, y de hidrato de cloral como sedante; hacia 1865 daría el nombre de «Protagon» a un compuesto que descubrió en el cerebro y en los corpúsculos de la sangre. Fue editor de Therapeutische Monatshefte (1887) y de la Encyklopädie der Therapie (1895), publicaría además junto a Langgaard un Kompendium der Arzneiverordnung (5ª ed. 1902).
Falleció el 2 de julio de 1908.